# Glubókaya Shchel
Glubókaya Shchel (del ruso: Глубокая Щель) es un microdistrito perteneciente al distrito de Lázarevskoye de la unidad municipal de la ciudad-balneario de Sochi del krai de Krasnodar del sur de Rusia. 
Está situado en la zona noroeste del distrito, en la desembocadura en el mar Negro de un pequeño arroyo, al norte de la desembocadura del río Shajé. Sus principal calle es la calle Glubokaya.

## Transporte
En la localidad, por la que pasa la carretera federal M27 Dzhubga-frontera abjasa, en la que hay una parada de autobús en la que se detienen varias líneas que recorren la unidad municipal.

## Lugares de interés
La localidad tiene una pequeña playa.